# Mimosa gracilipes
Mimosa gracilipes är en ärtväxtart som beskrevs av Carl Ernst Otto Kuntze. Mimosa gracilipes ingår i släktet mimosor, och familjen ärtväxter. Inga underarter finns listade i Catalogue of Life.